# 1 500 mètres masculin aux Jeux olympiques d'été de 1952 (athlétisme)
Pour un article plus général, voir Athlétisme aux Jeux olympiques d'été de 1952.
Navigation
Londres 1948 Melbourne 1956
L'épreuve du 1 500 mètres masculin aux Jeux olympiques de 1952 s'est déroulée du 24 au 26 juillet 1952 au Stade olympique d'Helsinki, en Finlande.  Elle est remportée par le Luxembourgeois Joseph Barthel.

## Résultats

### Finale
| Rang               | Athlète               | Pays            | Temps        | Notes |
| ------------------ | --------------------- | --------------- | ------------ | ----- |
| Médaille d'or      | Joseph Barthel        | Luxembourg      | 3 min 45 s 2 | OR    |
| Médaille d'argent  | Robert McMillen       | États-Unis      | 3 min 45 s 2 |       |
| Médaille de bronze | Werner Lueg           | Allemagne       | 3 min 45 s 4 |       |
| 4                  | Roger Bannister       | Grande-Bretagne | 3 min 46 s 0 |       |
| 5                  | Patrick El Mabrouk    | France          | 3 min 46 s 0 |       |
| 6                  | Rolf Lamers (en)      | Allemagne       | 3 min 46 s 8 |       |
| 7                  | Olle Åberg            | Suède           | 3 min 47 s 0 |       |
| 8                  | Ingvar Ericsson (en)  | Suède           | 3 min 47 s 6 |       |
| 9                  | Don MacMillan         | Australie       | 3 min 49 s 6 |       |
| 10                 | Denis Johansson (en)  | Finlande        | 3 min 49 s 8 |       |
| 11                 | Audun Boysen          | Norvège         | 3 min 51 s 4 |       |
| 12                 | Warren Druetzler (en) | États-Unis      | 3 min 56 s 0 |       |